# Altenmarkt (Gemeinden Glödnitz und Weitensfeld im Gurktal)
Altenmarkt ist ein Ort im Bezirk St. Veit an der Glan in Kärnten. Durch den Ort verläuft die Grenze zwischen den Gemeinden Glödnitz und Weitensfeld im Gurktal, so dass der Ort in zwei Ortschaften zerfällt: die Ortschaft Altenmarkt in der Gemeinde Glödnitz hat 127 Einwohner, die Ortschaft Altenmarkt in der Gemeinde Weitensfeld im Gurktal hat 25 Einwohner (Stand 1. Jänner 2024).

## Lage
Altenmarkt liegt im Westen des Bezirks St. Veit an der Glan, im Gurktal, links der Gurk, beim Austritt des Mödringbachs in den Talboden des Gurktals.
Im Glödnitzer Teil von Altenmarkt, der in der Katastralgemeinde Glödnitz liegt, werden folgende Vulgonamen geführt: Leitgebhube (Nr. 1), Spatzkeusche (St. Johanner Straße 2), Kreineggerhube (Kremiggerhube; St. Johanner Straße 18) und Messner (St. Johanner Straße) in der Nähe der Hannser-Kirche.
Im Weitensfelder Teil von Altenmarkt, der in der Katastralgemeinde Altenmarkt liegt, gibt es die Vulgonamen Hochbichlerkeusche (Nr. 8), Schulhaus (Nr. 10), Kastner (Nr. 12), Schusterkeusche (Nr. 24), Fischerkeusche (Nr. 26) und  Holzbauerkeusche (Nr. 36). Auch die Pfarrkirche liegt in diesem Teil des Orts.

## Geschichte
Das heutige Altenmarkt gilt einigen als wahrscheinlicher Standort der römischen Straßenstation Beliandrum.
Der Ort wurde 1152 als Witensvelt genannt; die Pfarrkirche wurde sogar schon 1043 erwähnt. Anfang des 13. Jahrhunderts wurde der Markt in den 4 km gurkabwärts planmäßig neu angelegten heutigen Gemeindehauptort Weitensfeld verlegt, auf den auch der Name Weitensfeld überging; der alte Ort erhielt den Namen Altenmarkt.
Die Pfarrkirche Altenmarkt im Gurktal wurde im 15. Jahrhundert erweitert und mit einer Befestigungsanlage versehen.
In der ersten Hälfte des 19. Jahrhunderts lag der gesamte Ort im Steuerbezirk Albeck.
Bei Gründung der Ortsgemeinden Mitte des 19. Jahrhunderts kam der in der Katastralgemeinde Glödnitz gelegene Teil des Orts an die Gemeinde Glödnitz; das Messnerhaus unterhalb der Hannser-Kirche wurde zunächst vorübergehend als eigene Ortschaft St. Johann (Gemeinde Glödnitz) geführt. Der in der Katastralgemeinde Altenmarkt gelegene Teil des Orts kam an die Gemeinde Weitensfeld.
Bei der Kärntner Gemeindestrukturreform von 1973 kam der gesamte Ort Altenmarkt zur damals neu errichteten Gemeinde Weitensfeld-Flattnitz, bei deren Auflösung 1991 kam es wieder zur Teilung des Orts in eine Ortschaft in der Gemeinde Glödnitz und eine Ortschaft in der Gemeinde Weitensfeld im Gurktal.

## Bevölkerungsentwicklung

### Ortschaft Altenmarkt, Gemeinde Glödnitz
Für die Ortschaft ermittelte man folgende Einwohnerzahlen:
- 1869: 14 Häuser, 69 Einwohner[3]
- 1880: 7 Häuser, 57 Einwohner[4]
- 1890: 7 Häuser, 40 Einwohner[5]
- 1900: 7 Häuser, 45 Einwohner[6]
- 1910: 10 Häuser, 60 Einwohner[7]
- 1923: 10 Häuser, 60 Einwohner[8]
- 1934: 78 Einwohner[9]
- 1961: 20 Häuser, 108 Einwohner[10]
- 2001: 37 Gebäude (davon 36 mit Hauptwohnsitz) mit 42 Wohnungen; 118 Einwohner und 7 Nebenwohnsitzfälle; 41 Haushalte; 2 Arbeitsstätten, 7 land- und forstwirtschaftliche Betriebe[11]
- 2011: 42 Gebäude, 120 Einwohner, 43 Haushalte, 5 Arbeitsstätten[12]
- 2021: 45 Gebäude, 132 Einwohner, 46 Haushalte, 7 Arbeitsstätten[13]

### Ortschaft Altenmarkt, Gemeinde Weitensfeld im Gurktal
Für die Ortschaft ermittelte man folgende Einwohnerzahlen:
- 1869: 8 Häuser, 49 Einwohner[14]
- 1880: 8 Häuser, 48 Einwohner[15]
- 1890: 10 Häuser, 68 Einwohner[16]
- 1900: 9 Häuser, 67 Einwohner[17]
- 1910: 10 Häuser, 54 Einwohner[18]
- 1923: 10 Häuser, 49 Einwohner[19]
- 1934: 60 Einwohner[20]
- 1961: 13 Häuser, 59 Einwohner[21]
- 2001: 14 Gebäude (davon 11 mit Hauptwohnsitz) mit 12 Wohnungen; 43 Einwohner und 2 Nebenwohnsitzfälle; 11 Haushalte; 1 Arbeitsstätte, 3 land- und forstwirtschaftliche Betriebe[22]
- 2011: 13 Gebäude, 32 Einwohner, 14 Haushalte, 1 Arbeitsstätte[23]
- 2021: 14 Gebäude, 25 Einwohner, 12 Haushalte, 2 Arbeitsstätten[24]

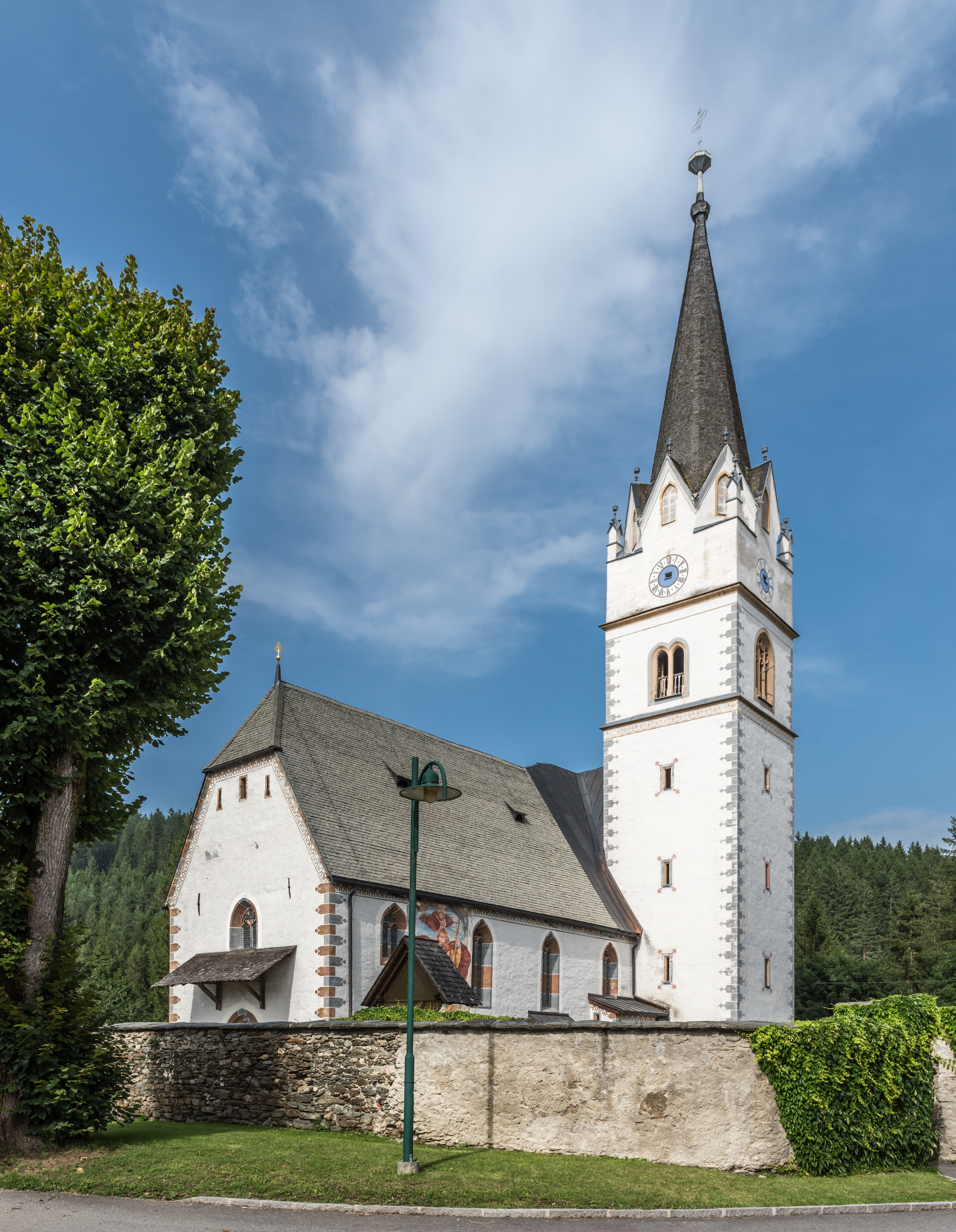
Pfarrkirche Altenmarkt
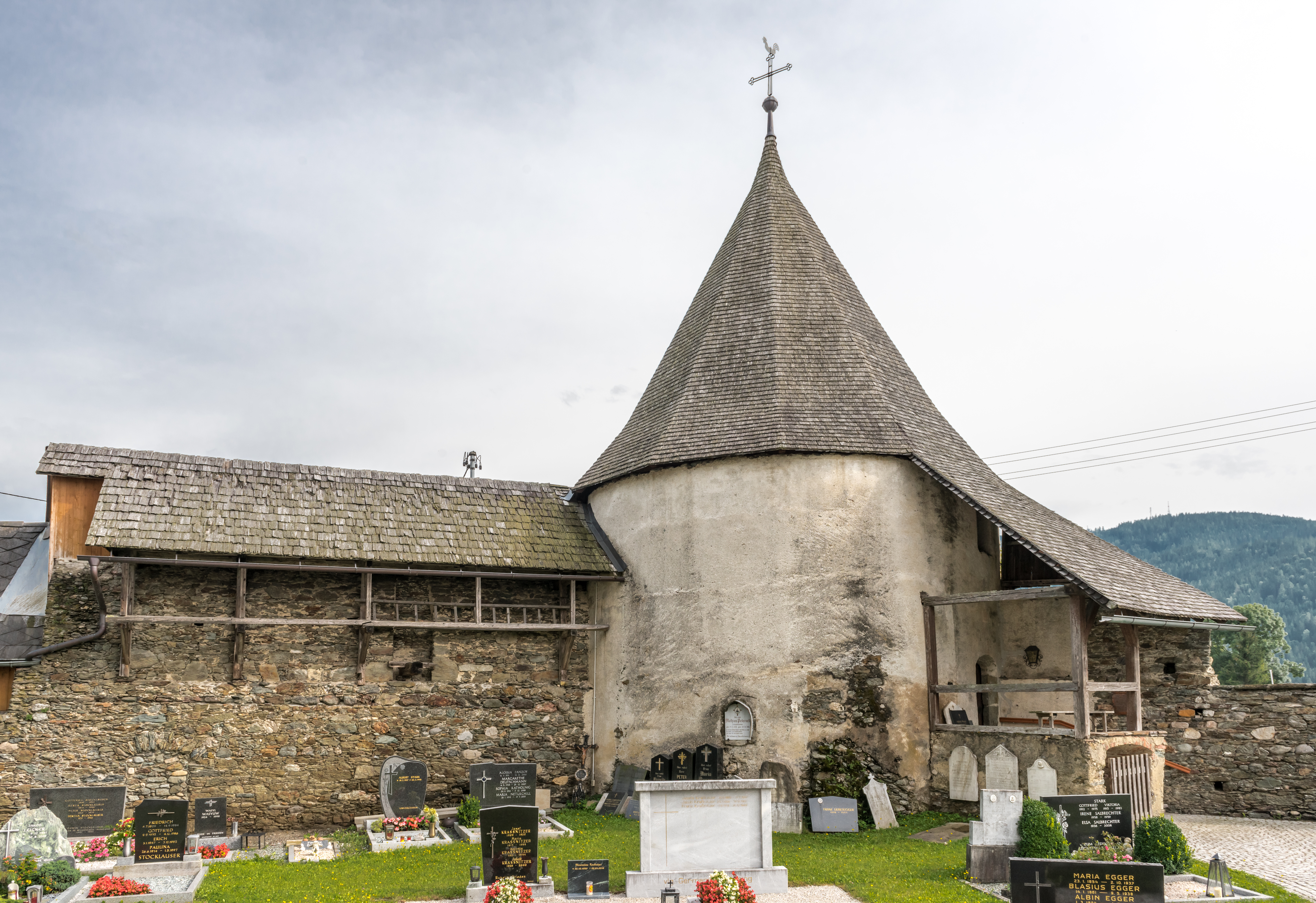
Wehrfriedhof und Karner Altenmarkt
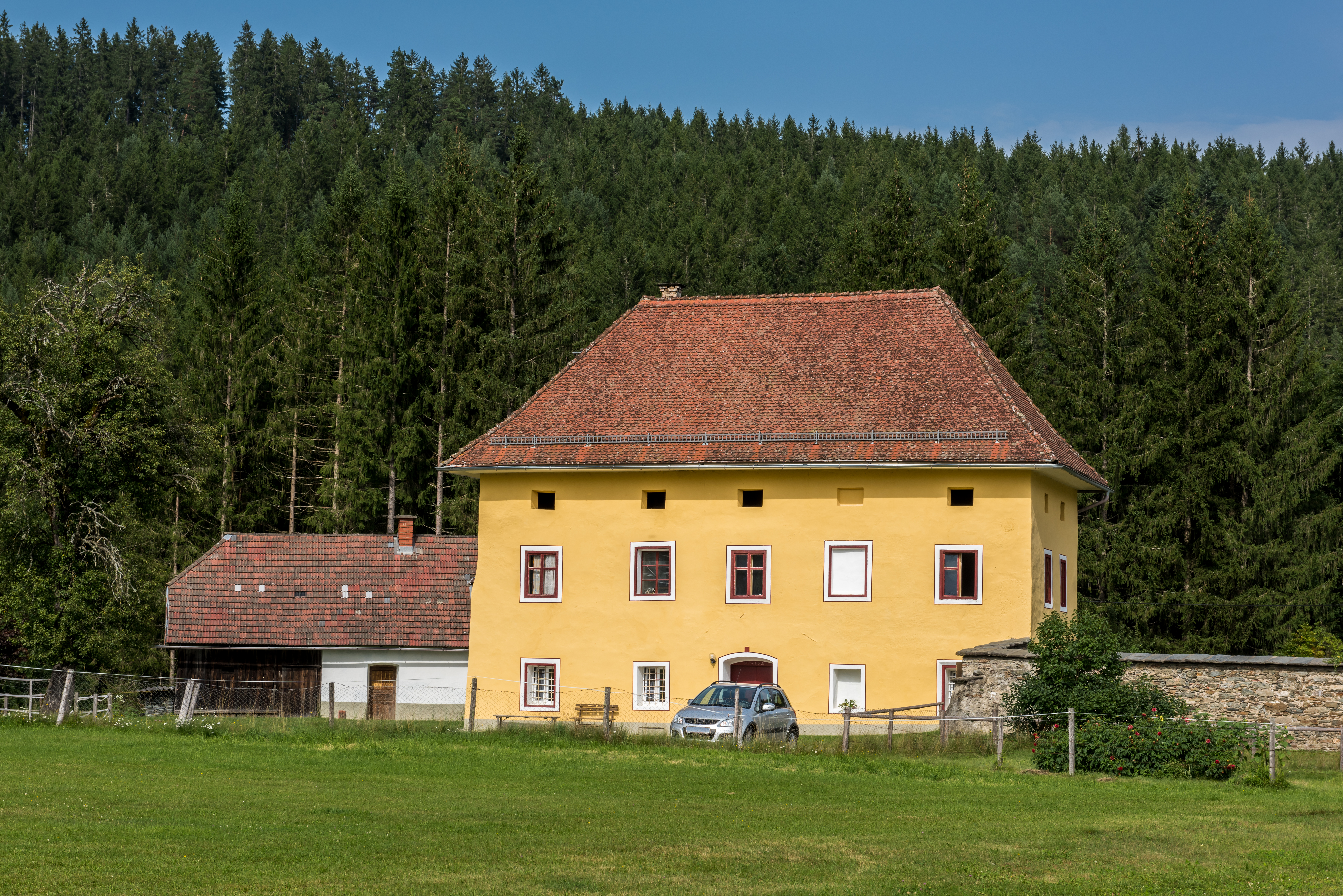
Pfarrhof Altenmarkt
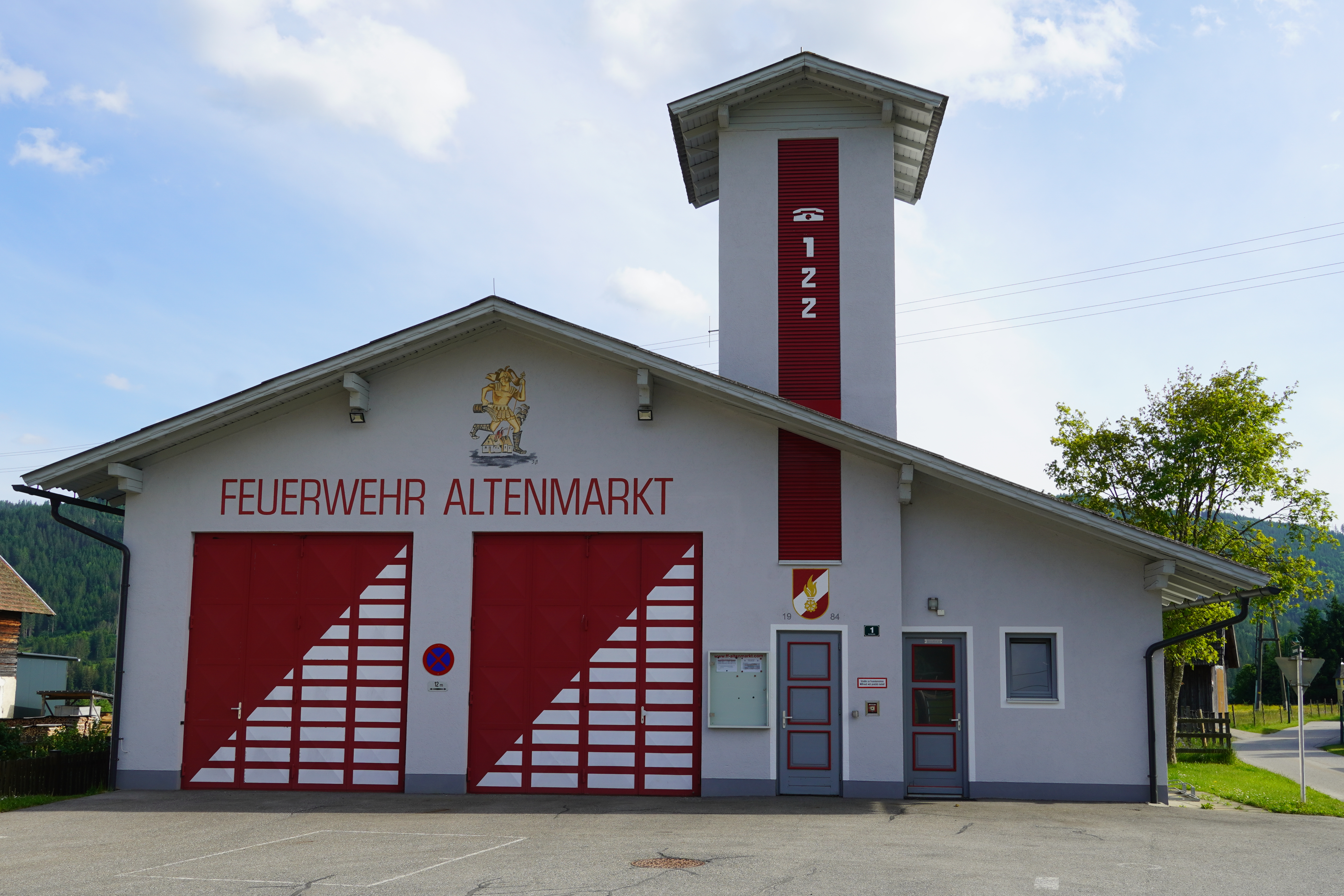
Feuerwehr Altenmarkt
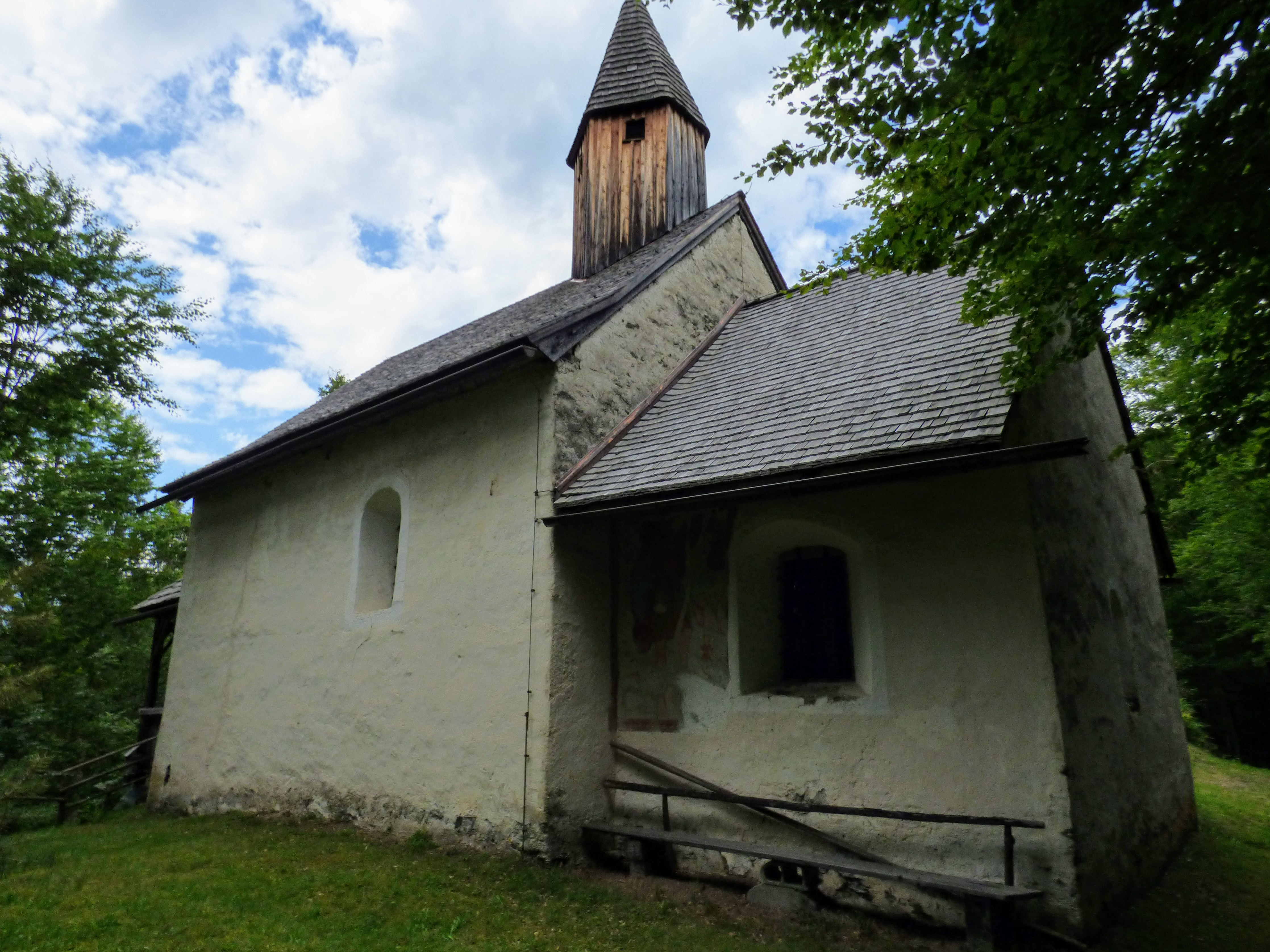
Hannser Kirche